# Mariánská hora (Levočské vrchy)
Mariánská hora (760,5 m n. m.)  ) je vrch v Levočských vrších, nacházející se nad městem Levoča v jižní části pohoří.
Pod vrcholem se nachází Bazilika Navštívení Panny Marie, která je jedním z nejnavštěvovanějších poutních míst Slovenska. Od baziliky jsou výhledy na Levoču a její širší okolí.

## Přístup
- po  modré značce z města Levoča